# صوفیا محمودی
صوفیا محمودی (متولد ۱۳۳۵ تهران)، مترجم، پژوهشگر و نویسنده. دارای لیسانس زبان و ادبیات روسی از دانشگاه تهران.
کتاب‌هایی عمدتاً از نویسندگان معاصر روس برای کودکان و نوجوانان ترجمه کرده است.
تدوین ادبستان (فرهنگ ادبیات کودک و نوجوان) از کارهای پژوهشی اوست. این فرهنگ‌نامه توسط فرهنگ نشر نو در ۵۹۴ صفحه به چاپ رسیده است.
نیز داستان‌هایی از او در مجلات تکاپو، آدینه، و زنان به چاپ رسیده است.

## آثار تألیفی
- ج‍دول ک‍ل‍م‍ات ب‍ه‌ه‍م ری‍خ‍ت‍ه/ ص‍وف‍ی‍ا م‍ح‍م‍ودی[۶]
- زن و ک‍ودک ب‍ا گ‍ن‍ج‍ش‍ک و ت‍ران‍ه: م‍ج‍م‍وع‍ه داس‍ت‍ان ک‍وت‍اه/ ص‍وف‍ی‍ا م‍ح‍م‍ودی[۷]
- ی‍ک ف‍ک‍ر ب‍ک‍ر: ی‍ک داس‍ت‍ان ب‍رای ن‍وج‍وان‍ان و غ‍ی‍ره/ ص‍وف‍ی‍ا م‍ح‍م‍ودی.[۸]

## پژوهش
- ادبستان (فرهنگ ادبیات کودک و نوجوان)/ تألیف صوفیا محمودی.[۹]
- مقالهٔ چاپ شده در کتاب: "مجموعه مقالاتِ نخستین همایش دو سالانهٔ ادبیات کودک و مطالعات کودکی، با عنوانِ "ادبیات: کودک دیروز، کودک امروز؛ (آینه ایم یا چراغ ؟!)".[۱۰]

## آثار ترجمه
- ف‍رزن‍دخ‍وان‍ده/ ک‍ات‍ری‍ن پ‍ات‍رس‍ون؛ ت‍رج‍م‍ه ص‍وف‍ی‍ا م‍ح‍م‍ودی
- از م‍ه‍ر و دل‍ب‍س‍ت‍گ‍ی (م‍ج‍م‍وع‍ه داس‍ت‍ان ب‍رای ن‍وج‍وان‍ان) / [ آثاری از ک. پائوستوفسکی...[و دیگران]]؛ ت‍رج‍م‍ه ص‍وف‍ی‍ا
- آی دک‍ت‍رج‍ان/ اث‍ر ک‍ورن‍ی چ‍وک‍وف‍س‍ک‍ی؛ ت‍ص‍وی‍رگ‍ر ولادیمیر س‍وت‍ه‌ی‍ف؛ ترجمه از روسی ص‍وف‍ی‍ا م‍ح‍م‍ودی
- ب‍ه دن‍ب‍ال رد پ‍ا/ نویسنده ا. اوس‍پ‍ن‍س‍ک‍ی؛ ترجمه م‍ن‍ور (ب‍اگ‍دال‍ووا) ج‍زن‍ی، ص‍وف‍ی‍ا م‍ح‍م‍ودی
- خ‍ان‌دای‍ی و گ‍رب‍ه‌اش/ ا. اوس‍پ‍ن‍س‍ک‍ی؛ ت‍رج‍م‍ه ص‍وف‍ی‍ا م‍ح‍م‍ودی
- در س‍رزم‍ی‍ن خ‍رگ‍وش‍ه‍ای آف‍ت‍اب‍ی/ ن‍وش‍ت‍ه وس‍ول‍ود ن‍س‍ت‍ای‍ک‍و؛ ت‍رج‍م‍ه ص‍وف‍ی‍ا م‍ح‍م‍ودی؛ ن‍ق‍اش‍ی اول‍گ‍ا پ‍اش‍اک‍اروا
- دم‍اغ/ ل‍ودم‍ی‍لا پ‍ت‍روش‍ف‍س‍ک‍ای‍ا؛ ت‍رج‍م‍ه ص‍وف‍ی‍ا م‍ح‍م‍ودی
- شیر شکمو/اثر گنادی بلینف؛ تصویرگر ولادیمیر لونیسون؛ ترجمه صوفیا محمودی.
- ق‍ص‍ه‌ه‍ای‍ی از م‍وس‍ی‍ق‍ی/ ت‍رج‍م‍ه ص‍وف‍ی‍ا م‍ح‍م‍ودی.
- ک‍ی م‍ن را ب‍ه‍.خ‍ان‍ه م‍ی‌ب‍رد؟/ ت‍ص‍وی‍رگ‍ر م‍ح‍م‍د پ‍ولادی؛ ت‍رج‍م‍ه ص‍وف‍ی‍ا م‍ح‍م‍ودی
- م‍اج‍راه‍ای ب‍ورات‍ی‍ن‍ا: ک‍ل‍ی‍د طلای‍ی/ ن‍وی‍س‍ن‍ده آل‍ک‍س‍ی ت‍ول‍س‍ت‍وی؛ ت‍رج‍م‍ه ص‍وف‍ی‍ا م‍ح‍م‍ودی
- م‍اج‍راه‍ای چ‍م‍دان زرد و ق‍رص س‍ب‍ز/ س‍وف‍ی‍ا پ‍راک‍ف‍ی‍وا؛ ت‍رج‍م‍ه ص‍وف‍ی‍ا م‍ح‍م‍ودی
- م‍اج‍راه‍ای ه‍اپ‍و/ ن‍وی‍س‍ن‍ده گریگور استیر؛ ت‍ص‍وی‍رگ‍ر س‍وت‍ه‌ی‍ف؛ م‍ت‍رج‍م ص‍وف‍ی‍ا م‍ح‍م‍ودی.
- م‍اج‍رای ج‍وی‍ن‍دگ‍ان گ‍ن‍ج/ ادی‍ت ن‍س‍ب‍ی‍ت؛ ص‍وف‍ی‍ا م‍ح‍م‍ودی
- دختران جسور، جلد ۱/ نویسنده: النا فاویلی؛ فرانچسکا کاوالو؛ ترجمه صوفیا محمودی ، پروانه فخام زاده ؛ نشر گل آذین
- دختران جسور، جلد ۲/ نویسنده: النا فاویلی؛ فرانچسکا کاوالو؛ ترجمه صوفیا محمودی ؛ نشر گل آذین
- دخترها در فکر همه چیز .../ نویسنده: کاترین تیمش؛ تصویرگر ملیسا سوییت؛ مترجم صوفیا محمودی